# تصميم تعليمي
التصميم التعليمي، والمعروف أيضًا باسم تصميم النُظم التعليميّة، هو ممارسة التصميم والتطوير والتقديم للمنتجات والخبرات التعليميّة، الرقميّة والفيزيائيّة، بشكل منهجي، وبطريقة متّسقة وموثوقة، من أجل اكتساب المعرفة بكفاءة وفعاليّة وبطريقة جذّابة وممتعة وملهمة. تتكون العملية على نطاق واسع من تحديد حالة واحتياجات المتعلّم، وتحديد الهدف النهائي من التعليم، وخلق بعض «التّدخل» للمساعدة في الانتقال. قد تكون نتيجة هذا التعليم قابلة للملاحظة مباشرة، وللقياس العلمي، أو مخفيّة تماما ومُفترضة. هناك العديد من نماذج التصميم التعليمي، ولكن يعتمد العديد منها على النموذج العام (ADDIE)، من خلال المراحل الخمس: التحليل والتصميم والتطوير والتنفيذ والتقييم.

## التاريخ

### الأصول
للتصميم التعليميّ كمجال، جذور تاريخيّة وتقليديّة في علم النفس المعرفيّ والسلوكيّ، على الرغم من أن البنائيّة قد أثّرت مؤخّرا على التفكير في هذا المجال. يمكن أن يعزى هذا إلى الطريقة التي ظهرت بها، خلال الفترة التي هيمن فيها النموذج السلوكيّ على علم النفس الأمريكيّ. هناك أيضًا من يستشهد بأنّه يمكن إرجاع أصل المفهوم إلى هندسة النُظم، إلى جانب علم النفس السلوكي.
يصعب تحديد تأثير كلِّ مجال من هذه المجالات، ويُجادَل مع ذلك، على أنّ اللغة و«الصورة والإحساس» للأشكال الأولى من التصميم التعليميّ وما تبعها، مستمدّة من هذا التخصص الهندسيّ. رُبطوا على وجه التحديد بنموذج تطوير التّدريب المستخدم من الجيش الأمريكي، والذي اعتمد على نُهج الأنظمة، وفُسّر على أنّه «فكرة عرض مشكلة أو موقف برمّته وبكل تداعياته، ومع كل تفاعلاته الداخليّة، ومع كل اتصالاته الخارجيّة، ومع إدراك كامل لمكانه في سياقه الخاص.»
وُضّح دور هندسة النظم في التطوير المبكّر للتصميم التعليميّ، خلال الحرب العالمية الثانيّة، عندما طُوّر عدد كبير من الموادّ التدريبيّة للجيش، بناء على مبادئ التعليم والتعلّم والسلوك الإنساني. واستخدمت اختبارات تقييم قدرات المتعلّم، لفحص المرشّحين لبرامج التّدريب. بدأ علماء النفس بعد نجاح التدريب العسكري، في النظر إلى التدريب، كمنظومة وطوّروا مختلف إجراءات التحليل والتصميم والتقييم. أوجز إدغار ديل التسلسل الهرميّ للأساليب التّعليميّة في عام 1946، المنظمَّة بديهيًا من خلال صوابية الطرق. استُخدم الإطار أولًا في القطاع الصناعيّ لتدريب العمّال، قبل أن يُستخدم أخيرًا في مجال التعليم.

### الخمسينيات
اقترح مقال ب. ف. سكينر عام 1954 بعنوان «علم التعليم وفنّ التدريس»، أن الموادّ التعليميّة الفعّالة، التي تُسمّى المواد التعليميّة المبرمجة، ينبغي أن تشمل خطواتٍ صغيرة وأسئلة متكررة، وتغذية راجعة فوريّة، وينبغي أن تسمح بالسرعة الذاتيّة. عمّم روبرت ف. ماجر، استخدام أهداف التعلّم، بمقاله عام 1962 بعنوان «إعداد الأهداف للتعليم المبرمج». يصف المقال كيفيّة كتابة الأهداف، بما في ذلك السلوك المرغوب، وحالة التعلّم، والتقدير.
نشرت لجنة برئاسة بنيامين بلوم في عام 1956، تصنيفًا مؤثرًا له ثلاثة مجالات للتعلّم: المعرفيّ (ما يعرفه المرء أو يفكّر فيه)، والحركيّ النفسيّ (ما الذي يفعله المرء جسديًا)، والعاطفيّ (ما الذي يشعر به المرء، أو ما هي مواقفه). مازالت هذه التصنيفات تؤثّر على تصميم التعليم.

### الستينيات
أدخل روبرت غليزر «المقاييس مرجعيّة المعيار» في عام 1962. وصُمّم على عكس الاختبارات مرجعيّة النموذج التي يُقارن فيها أداء الفرد بأداء المجموعة، اختبار مرجعيّ للمعيار، لاختبار سلوك الفرد فيما يتعلق بمعيار موضوعيّ. يمكن استخدامه لتقييم سلوك المتعلّمين عند مستوى الدخول، وإلى أي مدى تطور المتعلّمون من خلال برنامج تعليميّ.
وصف روبرت غاني في عام 1956، ثلاثة مجالات من نتائج التعلّم (المعرفي، والعاطفي، والحركي النفسي)، وخمس نتائج تعليميّة (المعلومات الشفوية، والمهارات الفكريّة، والاستراتيجيّة المعرفيّة، والمواقف، المهارات الحركية)، وتسعة وقائع للتّعليم في «شروط التعلم»، التي أبقت على ممارسات التصميم التعليمي. أدى عمل غاني في التسلسلات الهرميّة والتحليل الهرميّ للتعلّم، إلى مفهوم مهم في التعليم، لضمان اكتساب المتعلّمين للمهارات المطلوبة مسبقا، قبل تجربة المتفوّقة منها.
اقترح مايكل سكريفن بعد تحليل فشل المواد التدريبيّة في عام 1967، الحاجة إلى التقييم التكوينيّ، على سبيل المثال، لتجربة المواد التعليمية مع المتعلّمين (والمراجعة وفقًا لذلك) قبل إعلان الانتهاء منها.

### السبعينيات
ازداد عدد نماذج التصميم التعليمي بشكل كبير خلال السبعينيات، وازدهرت في قطاعات مختلفة في المجالات العسكرية، والأوساط الأكاديمية والصناعية. بدأ العديد من منظّري التصميم التعليمي، في اعتماد نهج قائم على معالجة المعلومات لتصميم التعليم. طوّر ديفيد ميريل، على سبيل المثال، نظريّة عرض المكوّنات، والتي ترّكز على وسائل تقديم المواد التعليميّة (تقنيات العرض).

### الثمانينيات
كان هناك تطور ضئيل في التصميم التعليميّ في المدارس أو التعليم العالي، في الوقت الذي كان فيه الاهتمام بالتصميم التعليمي قويّا في الجيش ومجال الأعمال. وبدأ المعلّمون والباحثون مع ذلك، النظر في طريقة استخدام الحاسوب الشخصي، في بيئة تعليميّة أو في مساحة للتعلّم. يُعد بلاتو (المنطق المبرمج لتشغيل التعليم التلقائي) أحد الأمثلة، على طريقة دمج الحواسيب في التعليم. كانت أغلب الاستخدامات الأولى لأجهزة الحواسيب في الصفوف، من أجل تمارين «التدريب والمهارات». كان هناك اهتمام متزايد بكيفيّة تطبيق علم النفس المعرفيّ على التصميم التعليميّ.

### التسعينيات
أصبح تأثير النظريّة البنائية على التصميم التعليميّ أكثر بروزًا في التسعينيات، كطباق لنظرية التعلم المعرفي التقليدية. يعتقد متبنّو البنائية، أنّ خبرات التعلّم يجب أن تكون حقيقية، وأن تُنتج بيئات تعليمية واقعية، تتيح للمتعلمين بناء معرفتهم الخاصة. كان هذا التركيز على المتعلّم خروجًا كبيرًا عن الأشكال التقليدية للتصميم التعليم.
نُظر إلى تحسين الأداء كنتيجة مهمّة للتعلم، ويجب مراعاته أثناء عملية التصميم. برزت شبكة الويب العالمية كأداة للتعلّم عبر الإنترنت مع النص الفائق والوسائط الفائقة، كأدوات جيّدة للتعلم. ومع تقدّم التكنولوجيا واكتساب النظرية البنائية شعبيتها، بدأ استخدام التكنولوجيا في الفصول الدراسيّة في التطوّر من تمارين التدريب والمهارات، إلى أنشطة أكثر تفاعليّة، والتي تتطلب تفكيرًا أكثر تعقيدًا من جانب المتعلّم.
شُوهدت النماذج الأوّلية السريعة لأول مرة خلال التسعينيات. يُوضع في هذه العملية، نموذج أوّلي لمشروع تصميم تعليمي بسرعة، ثم يُفحص عبر سلسلة من حلقات المحاولة والمراجعة. يُعد هذا خروجًا كبيرًا عن الأساليب التقليدية للتصميم التعليمي، والذي استغرق وقتا أطول بكثير ليكتمل.

### 2000-2010
أصبح التعليم عبر الإنترنت شائعًا. سمح التقدم التكنولوجي بمحاكاة متطوّرة مع خبرات تعلّم حقيقية وواقعية.
غيّرت جمعية الاتصالات التربوية والتكنولوجيا (إيه إي سي تي) تعريف تكنولوجيا التعلّم في عام 2008، إلى «الدراسة والممارسة الأخلاقية لتسهيل التعلّم وتحسين الأداء، من خلال إنشاء واستخدام وإدارة العمليات التكنولوجية والموارد المناسبة».

### منذ 2010
اكتسبت الدرجات الأكاديمية التي تركّز على دمج التكنولوجيا والإنترنت والتفاعل بين الإنسان والحاسوب، مع التعليم، زخماً مع طرح تخصصات التصميم والتكنولوجيا (إل تي دي). وقد أنشأت جامعات مثل جامعة بولينغ غرين ستيت، وجامعة ولاية بنسلفانيا، وجامعة بوردو، وجامعة ولاية سان دييغو، وجامعة ستانفورد، وجامعة هارفارد، وجامعة جورجيا، وجامعة ولاية كاليفورنيا، وجامعة فوليرتون، وجامعة كارنيغي ميلون، شهاداتٍ جامعية ودراسات عليا، في الأساليب التي تركّز على التكنولوجيا في تصميم وتقديم التعليم.
أصبح التعلّم غير الرسمي مجالًا ذو أهمية متزايدة في التصميم التعليمي، وخاصة في أماكن العمل. أظهرت دراسة أجريت عام 2014، أن التدريب الرسمي لا يشكل سوى 4 في المائة من مجمل عدد الساعات التي ينفقها الموظف العادي للتعلّم، وبلغت 505 ساعة. ووجدت أيضًا أن مخرجات التعلم من التعلّم غير الرسميّ تساوي مخرجات التدريب الرسميّ. ورُكّز كنتيجة لهذا البحث وغيره من الأبحاث، بشكل أكبر على إنشاء قواعد المعرفة وغيرها من أشكال الدعم للتعلّم الذاتي.

## أنواع البرامج التعليمية

### التصميم الخطى
من أبسط أساليب تصميم البرامج ولكنه يُلزم جميع المتعلمين بالسير في نفس الخطوات التعليمية في البرنامج. فلكي يتعلم الطالب مفهوماً معيناً لابد له من المرور بكل الإجراءات التي يقررها البرنامج وفي نفس الترتيب للمعلومات والأمثلة والتدريبات.

#### مميزات التصميم الخطى
القدرة على التحكم التام في جميع إجراءات عملية التعلم.
أن التخطيط لتصميم هذا النوع من البرنامج أقل تعقيداً من التصميمات الأخرى (سهولة التخطيط).
مفيد وفعال عندما تكون مستويات الطلاب متجانسة.

#### عيوب التصميم الخطى
-لا يتسم بالمرونة الكافية.
-لا يناسب الطلاب ذوى المستويات المختلفة
-لا يستخدم إجراءات اتخاذ القرار Decision-Making والتي يمكن أن تمثل إمكانات متقدمة للبرنامج.

### التصميم المتفرع (التفريعيى)
تعد اختيارات التفرع في البرنامج من أهم العوامل التي تعتمد عليها قدرة البرنامج على تقديم تعليم فردى. ويقصد بالتفرع داخل البرنامج قدرته على التقدم للأمام أو الرجوع للخلف أو الذهاب إلى أي نقطة في البرنامج بناءً على طلب المستخدم. وتستخدم إجراءات التفرع داخل البرنامج عندما يراد تخطى بعض التدريبات للوصول إلى الاختبار البعدي أو دراسة موضوع دون المرور بالموضوعات الأخرى. من أنواعه:
1. التفرع الأمامي Forward Branching
2. التفرع الخلفي Backward Branching
3. التفرع العشوائي Random Branching

#### مميزات التصميم المتفرع
1. يسمح ببناء برامج تتمتع بالعديد من الاختيارات.
2. يسمح لكل طالب بالتعلم حسب احتياجاته.
3. القدرة على مواجهة الفروق الفردية.

#### عيوب التصميم المتفرع
1. لا يتيح الفرصة لمصمم البرنامج التحكم الكامل في سير الدرس وتقديم جميع ما يريد تعليمه للطالب إذ أن ذلك يعتمد على نتائج الاختبارات القبلية وعلى اختيارات الطالب.
2. يكون في بعض الأحيان غير فعال في التعليم العلاجي ولا يمكن ضمان تأثيره على مستوى تحصيل الطالب.

## تصميم التعليم التكنولوجي
أثبتت الدراسات والأبحاث أن برامج التعليم الإلكتروني والتعليم عن بعد يمكن أن تكون لهما نفس فعالية التعليم التقليدي، وذلك عندما تكون الوسائل والتقنيات المتبعة ملائمة لموضوع التعلم نفسه. هذا بالإضافة إلى التفاعل المباشر الذي يحدث بين طالب وآخر، والتغذية المرتدة بين المدرس والمتعلم وبيئة التعلم. ولهذا كان للتصميم التعليمي أهميته البالغة لأنه يضمن وبشكل كبير في تقديم محتوى تعليمي يساعد على استمرارية اهتمام الطلاب وإثارة دافعيتهم لمواصلة التعليم وعلى العكس من ذلك فان التصميم الغير جيد قد يتسبب بتسرب عدد كبير من الطلاب وبالتالي يؤثر على مخرجات تعلم الطلاب. (الطاهر، 2006)

## مفهوم التصميم التعليمي
تعددت التعريفات التي تناولت مفهوم التصميم التعليمي. فهناك من يراه بأنه مدخل منظومى لتخطيط وإنتاج مواد تعليمية فعالة، وآخرون يشيرون إليه على أنه مدخل منظومى لتخطيط وتطوير وتقييم وإدارة العملية التعليمية بفاعلية، وآخرون يشيرون إليه على أنه مجموعة الخطوات والإجراءات المنهجية المنظمة التي يتم خلالها تطبيق المعرفة العلمية في مجال التعلم الإنساني لتحديد الشروط والمواصفات التعليمية الكاملة للمنظومة التعليمية بما تتضمنه من مصادر ومواقف وبرامج ودروس ومقررات، ويتم ذلك على الورق. كما يشار إليه بأنه العملية التي تحدد كيف سيحدث التعلم (شحاته،2011)، وقد أشارت جميع التعريفات على أنه عملية تعنى بتحديد الشروط والخصائص والمواصفات التعليمية الكاملة لأحداث التعليم، ومصادره، وعملياته، وذلك من خلال تطبيق مدخل النظم القائم على حل المشكلات الذي يضع في الاعتبار جميع العوامل المؤثرة في فعالية التعليم والتعلم.
وتوجد كثير من النماذج التي تناولت تصميم المواد والبرامج التعليمية، ولكنها اختلفت تبعاً لمستوياتها من حيث الشمول والعمق، أو لطبيعة الأهداف ونواتج التعلم المستهدفة، أو لمستوى إتقان تعلمها، فمنها البسيط على مستوى الوحدات التعليمية أو الدروس، ومنها المركب على مستوى المقررات الدراسية، ولا يصلح اختيار نموذج واحد لجميع المراحل التعليمية والمواقف التدريسية، ولكن يتم المفاضلة فيما بينها في ضوء طبيعة مدخلات النظام وما يرجو تحقيقه من أهداف.
وبدراسة النماذج المختلفة للتصميم التعليمي نجد أن هذه العملية تتم في ضوء مجموعة من المراحل التي هي بمثابة خطوات إجرائية رئيسة ومحددة يقوم بها المصمم التعليمي، وقد تتضمن مجموعة من العمليات الفرعية. وإن اختلفت نماذج التصميم التعليمي في شكلها، إلا أنها تتفق في جوهرها من حيث إتباعها خطوات إجرائية محددة تتمثل في عمليات التحليل، والتصميم والإنتاج، ثم التطبيق فالاستخدام والتقويم.
وللتصميم التعليمي ثلاثة أنواع رئيسة هي:
- نماذج توجيهية وتهدف إلى تحديد ما يجب عمله من إجراءات توجيهية للتوصل إلى منتوجات تعليمية محددة في ظل شروط تعليمية معينة.
- نماذج وصفية وتهدف إلى وصف منتوجات تعليمية حقيقية في حالة توفر شروط تعليمية محددة مثل نماذج نظريات التعلم.
- نماذج إجرائية وتهدف إلى شرح أداء مهمة عملية معينة، وتشتمل على سلسلة متفاعلة من العمليات والإجراءات، ولذلك فكل نماذج التطوير التعليمي تندرج تحت هذا النوع.(عثمان،2009).

## أهمية التصميم التعليمي
تتمثل أهمية التصميم التعليمي في كونه العامل الحاسم في فاعلية أو عدم فاعلية العملية التعليمية باستخدام نظم الوسائل المتعددة فقد أثبتت الدراسات فعالية استخدام نظم الوسائل المتعددة وذلك إذا أُحسن تصميمها وإنتاجها ولكن إذا لم تصمم بطريقة جيدة تراعي المتغيرات والعوامل التربوية والفنية، فلن تقدم الكثير إلى عملية التعلم، بل قد تقلل من جودته وتؤدي إلى آثار سلبية لدى المتعلمين، بل قد يكون التعليم التقليدي أسرع وأكثر فاعلية واقتصاداً من الوسائل التفاعلية رديئة التصميم وهذا ما أدى إلى ذلك إلى الاهتمام بالتصميم الجيد لبرامج الوسائل المتعددة، وتوازى مع هذا الاهتمام اهتمام أكاديمي بدراسة أثر استخدام تلك البرامج بأساليبها المختلفة على عملية التعليم لما لها من أهمية بالغة في تحقيق التعلم الإيجابي (الطاهر، 2006)
فعلى سبيل المثال أكد (ليكاس، 1991) في دراسته من أن التصميم البصري للشاشة يؤثر على انطباع الدارس نحو البرنامج ومدى فهمه له ورغبته في استخدامه كما إن أماكن وضع النصوص والصور على الشاشة يؤثر في قراءتها وفهمها، فالشكل النهائي لتصميم شاشات الكمبيوتر يمثل العنصر الرئيسي في تكوين البرنامج حيث يتحكم في الحالة الانفعالية للمشاهد وتخلق لديه الانطباع نحو هذا البرنامج ومن ثم نحو المحتوى (المادة العلمية) المقدم من خلال، وأكد على كتابة الأهداف بصياغة سلوكية وفي تسلسل مناسب، واستخدامها في تصميم قائمة الأوامر، وإعداد الشاشة، ثم اختيار لغة البرمجة المناسبة ونظام التأليف، مع مراعاة استخدام الصور والرسومات التوضيحية مع الصوت لتدعيم الوحدة. كما تؤكد دراسة (محمد عطية خميس،2000) التي هدفت إلى وضع معايير لتصميم نظم الوسائل المتعددة/الفائقة وإنتاجها، ضمن نتائجها في البند الخاص بتصميم الشاشة وطرق وضع النصوص والصور عليها، ضرورة أن تستخدم الوسائل المتعددة المناسبة، كعناصر أساسية في نقل المحتوى، وبشكل وظيفي ومتكامل مع النصوص، وحسب الحاجة التعليمية إليها. ونستطيع أن نقول إن جميع الدراسات التي تناولت التصميم التعليمي أكدت على ضرورة الاهتمام بتصميم وتنظيم وحدات التعليم بواسطة الكمبيوتر والاهتمام بالتصميم الوظيفي للوحدة المعدة، والموضوعات الفرعية التي سوف تغطيها الوحدة
كما أن التصميمات الغير متقنة جعلت عدد من الانتقادات توجه إلى التعلم والتعليم بالوسائط المتعددة، من بين تلك الانتقادات هو انعزاليتها الأمر الذي يتناقض والأهداف الاجتماعية للتعليم المدرسي ولهذا قدم (هوبر) مجموعة من الأفكار للمصمم التعليمي تتمثل في عدداً من النقاط وهي الاعتماد المتبادل والمسؤولية والتفاعل الإيجابي، التدريب ألتشاركي وتطوير العمل الجماعي واستمرار يته. وهذا ما يؤكد على اهمية التصميم ودورة في العملية التعليمية. (انجلين، جاري. 2004)

## دور المصمم التعليمي
يطلق على خبير تكنولوجيا التعليم اسم "المصمم التعليمي، أو "المطور التربوي "، أو "أخصائي الوسائل التعليمية" ويقع على عاتقه تحديد أكثر الوسائل التعليمية ملاءمة لتحقيق الأهداف التربوية، وهو يراعي الأسس النفسية والإدراكية ومبادئ التعلم والتعليم عند إجراء التصميم، وتزويد المتعلم بالخبرات التعليمية التي يحتاج إليها وإتاحة المجال لتفاعله مع العملية التعليمية، فضلاً عن مراعاة التوازن بين التعليم بالعرض وتقديم المعلومات الجاهزة، وإخبار الطلاب بكل ما يحتاجون إليه، وبين التعلم بالبحث عن المعلومات.
ويقوم المصمم التعليمي بتقسيم المادة العلمية أو المحتوى العلمي إلى موضوعات أو وحدات صغيرة، وتحديد الأسلوب اللغوي المناسب لتقديم المادة العلمية وعرضها (أسلوب التحاور مع الطالب عند عرض المعلومات وتقديمها)، وتقديم الأنشطة التي تؤدي إلى التفاعل الإيجابي للطالب مع النظام التعليمي، وتحديد وصياغة الأنشطة التي تمكن المتعلم من التقويم الذاتي لتعلمه.
ويتعاون خبير المحتوى مع خبير تكنولوجيا التعليم في أداء المهام المتعلقة بتقسيم المحتوى وتحديد الأنشطة، وتحديد الأسلوب الملائم للعرض.(بامفلح، 2009)

## المصمم التعليمي والتغذية الراجع
ينظر المصمم التعليمي إلى التغذية الراجعة على إنها فرصة لتعزيز أو تعميق أو توضيح التعلم. وكثيراً ما تأخذ التغذية الراجعة في بيئات الوسائط المتعددة التو صيفية صيغة كشف الأخطاء وتصحيحها. ولان مخرجات التعليم والتعلم في هذه البيئات هي مخرجات محددة سابقاً فمن المفضل أن توجه التغذية الراجعة الخاصة بأداء المتعلم نحو المخرجات المقصودة. أما في بيئات الوسائط المتعددة التعاونية، فإن التغذية الراجعة تتميز بأنها تفاوضية فالمتعلمون يحددون الاتجاهات ويحددون اختياراتهم. ويمكننا القول بأنه كثيراً ما توفر التغذية الراجعة وجهة نظر إدراكية عليا للمتعلم، أي استجابة ذكية لأفعال المتعلم وتحديد مقاصده.
ومن النقاط المهمة في التغذية الراجعة والتي يجب أن يهتم بها المصمم التعليمي بشكل خاص، هي أن التغذية الراجعة يمكن تقديمها على هيئة صوت أو رسوم بيانية أو صور متحركة، وليس فقط نصوص وعلى الرغم من انه لا يهم أي نوع من مزيج الصور تستخدم في أغلب الحالات، إلا انه من المفيد استخدام أنوع متعددة لدعم الاهتمام. (انجلين، جاري. 2004)

## محاور التصميم التعليمي والوسائط المتعددة في العملية التعليمية
بينت الدراسات المختلفة أن الإنسان يستطيع أن يتذكر 20% مما يسمعه، ويتذكر 40 % مما يسمعه ويراه، أما إن سمع ورأى وعمل فان هذه النسبة ترتفع إلى حوالي 70%[بحاجة لمصدر]. بينما تزداد هذه النسبة في حالة تفاعل الإنسان مع ما يتعلمه من خلال هذه الطرق (تراسي Traci ،2001).
ومن أجل تحسين فعالية العملية التعليمية تم تطوير العديد من الأدوات المختلفة المستخدمة في إيصال المعلومات للمتعلمين. هذه الأدوات تنوعت وتطورت على مر العصور، وأهم هذه الأدوات هي تلك الأدوات المستخدمة في تقنيات عرض الصوت والصورة والنص والأفلام والتي تعرف بالوسائط المتعددة. كما وأحدث وجود الحاسب ثورة نوعية في القدرة على التعامل مع هذه التقنيات. وتم إنتاج برامج عديدة لتسهيل القدرة على استخدام هذه الوسائل. وتزداد أهمية الحاسب في قدرة عتاده (من معالجات وذاكرة وأقراص صلبة وأقراص مدمجة ورقمية) على تخزين ومعالجة واسترجاع تقنيات عرض الصوت والصورة والنص والأفلام بشكل سريع وممتع الأمر الذي يزيد من متعة التعامل مع هذه التقنيات. بالإضافة إلى الميزات التي تحتويها هذه التقنيات كالسرعة والأمان والخصوصية وقلة التكلفة النسبية للمستخدمين بالإضافة إلى المتعة في الاستخدام.
وتستخدم أدوات وتقنيات تعدد الوسائط في العملية التعليمية بطرق ومحاور مختلفة يمكن تلخيصها في النقاط التالية:
- السرد باستخدام وتيرة خطية لعرض وسرد المعلومات مثل عرض القصص والروايات التاريخية.
- السرد باستخدام الوصلات التشعبية وبشكل غير خطي وتستعمل هذه الطريقة في الإنترنت وفي برامج المساعدة. ويمكن إدخال وصلات تشعبية للألعاب والصور والأفلام خلال عملية عرض المادة التعليمية.
- الاستكشاف الموجه بحيث يتم عرض المعلومات بناء على استجابة وردود فعل ورغبة المستخدم. هذه الطريقة ممتعة ولكن تحتاج إلى جهد كبير في إنتاجها وتطبيقها. وطبعا يمكن إدخال الألعاب والصور والأفلام خلال عملية عرض المادة التعليمية.
- الاتصال مع الآخرين من خلال البريد الإلكتروني واللوحات الإلكترونية.

ويمكن استخدام أدوات وتقنيات تعدد الوسائط في العملية التعليمية وذلك بتطبيق هذه الأدوات على نماذج النظرية التعليمية. وباستخدام هذه الأدوات في النموذج الموضوعي تظهر هناك بعض المشاكل وخاصة أن هذا النموذج يعتمد على طريقة عرض المعرفة والتي عادة ما تتم من قبل مدرسيين لديهم خبره في موضوع ما. وعليه فإن ذلك يقلل من قدرة المتعلم على التحكم بطريقة عرض المعلومات. وبالرغم من أن هذه الطريقة يمكن استخدامها في تطوير المهارات الأساسية لدى المتعلمين إلا إنها تفتقر إلى التمييز بين القدرات الفردية للمتعلمين وهذا يؤدي إلى انعدام القدرة على التفكير وتطوير إمكاناتهم المستقبلية للتعليم. أما في حالة استخدام هذه الطرائق الحديثة في النموذج الاستدلالي، فإن فعالية هذه الأدوات تظهر بشكل جلي، ويمكن بناء القدرات الشخصية والفردية للمتعلمين حسب قدراتهم واهتماماتهم المعرفية. ويمكن استكشاف المعلومات من خلال الوصلات التشعبية للمواضيع المختلفة المترابطة مع بعضها بناء على رغبة المتعلم. ولكن يجب وضع نقاط مرجعية لجعل المتعلم قادرا على معرفة أين يذهب وأين يكون في كل مرحلة ينتقل إليها خلال عملية الاستكشاف.
وتزداد أهمية تكنولوجيا التعليم والوسائط المتعددة في تعزيز أهمية التواصل بين المدرسين والطلبة وكذلك الطلبة مع بعضهم البعض الأمر الذي يزيد من قدرة المتعلمين على العمل الجماعي الموجه من قبل مشرفين متخصصين. ولا ننسى أهمية وجود الإنترنت كمصدر مهم للمعلومات حيث يمكن دائما الرجوع إلى المراجع والمصادر المختلفة للمعلومات الحديثة من خلال القدرة على ربطها في المنتج التعليمي الجديد. الأمر الذي يجعل حداثة وتوفر المعلومة لدى المستخدمين أمرا في غاية السهولة. (العتيبي، عيد.2009)
ويمكن تلخيص أهمية استخدام الوسائط المتعددة في العملية التعليمية بالنقاط التالية:
- تسهيل العملية التعليمية وعملية عرض المادة المطلوبة بالإضافة إلى زيادة معدل المادة المعروضة.
- يمكن استخدامها لإنتاج المواد التعليمية بنماذج مختلفة مما يثري الطرق المستخدمة في عرض المادة التعليمية المطلوبة.
- تحفيز الطلبة على التفاعل بشكل أكبر مع المادة التعليمية وعلى إمكانية العمل الجماعي.
- تسهل عمل المشاريع التي يصعب عملها يدويا وذلك باستخدام طرق المحاكاة في الحاسب.
- يمكن عرض القصص والأفلام الأمر الذي يزيد من استيعاب الطلبة للمواضيع المطروحة.
- إمكانية استخدام الإنترنت بشكل فعال من خلال الوصلات التشعبية.

لكن يجب التذكر أن استخدام تعدد الوسائط بشكل عشوائي قد يجعل منها وسيلة لإضاعة الوقت والجهد دون الخروج بالفائدة التعليمية المرجوة. كذلك يجب الحذر من وجود الوصلات التشعبية غير المتوافقة والتي قد تؤدي إلى ضياع الطالب في ثنايا المواضيع المطروحة وغير المهمة وخاصة في حالة وجود وصلات تشعبية إلى الشبكة العنكبوتية.(المرجع السابق)

## العناصر الأساسية للوسائط المتعددة المستخدمة في التصميم التعليمي
تتلخص عناصر الوسائط المتعددة المستخدمة في التصميم التعليمي بعنصرين هي:
- العناصر البرمجية مثل:
  - برامج التأليف الإبداعية مثل برامج Toolbook, Director.
  - برامج الرسم وتحرير الصور.
  - برامج الرسوم المتحركة وإنتاج وتحرير الأفلام.
  - برامج تسجيل وتحرير الأصوات.
  - برامج المحاكاة وبرامج إنتاج البيانات.
  - بعض لغات البرمجة إن أمكن.
- عناصر مادية مثل:
  - جهاز حاسب متطور يستخدم في عملية الإنتاج للبرامج التعليمية يستخدم نظام تشغيل حديث.
  - أجهزة حاسب بمواصفات حديثة تستخدم في عملية عرض المنتج للطلبة والمستخدمين.
  - كاميرات تصوير عادية ورقمية.
  - ماسحات ضوئية.
  - مشغلات أقراص مدمجة ومضغوطة قابلة للقراءة والكتابة.
  - معدات وميكرفونات صوتية وغرف صوت معزولة.
  - طابعات ومعدات أخرى.

ويمكن لشخص لديه معرفة جيدة بمعدات وبرمجيات الحاسب إتقان هذه العناصر بشكل جيد وخلال فترة زمنية معقولة. بينما يحتاج شخص عادي إلى فترات زمنية طويلة لإتقان هذه العناصر مع العلم أنه يمكن للعديد من الأشخاص فهم آلية عمل وكيفية استخدام هذه العناصر من خلال الممارسة لفترات زمنية معقولة. وتكمن المشكلة في سرعة تطور هذه العناصر بالإضافة إلى ظهور عناصر جديدة يوميا مما يتوجب على مستخدميها متابعة هذه التطورات التكنولوجية بشكل مستمر..(رضوان وآخرون، 2008)

## التصميم التعليمي وإنتاج المناهج باستخدام تعدد الوسائط
يمكن للمسئولين والتربويين عن إنتاج المناهج التعليمية استخدام الوسائط المتعددة في عملية إنتاج المناهج التعليمية وذلك إما في مرحلة التأليف أو في مرحلة ما بعد الانتهاء من التأليف. ففي حالة اختيار استخدام الطريقة الأولى فان ذلك يلقي عبئا كبيرا على عاتق المشرفين والمؤلفين لمنهاج ما. وذلك لما تحتاجه هذه الطريقة من تعاون طويل الأمد بين الأفراد المسؤولين عن استخدام وتصميم وبرمجة الوسائط وبين المؤلفين والمشرفين التربويين. وذلك يتطلب درجة عالية من التنسيق والإدارة بين الفريقين. لكن مما لا شك فيه أنه عند تأليف مادة تعليمية باستخدام تعدد الوسائط وبالرغم من الوقت والجهد الكبيرين المستهلكين في هذه الطريقة إلا أن كفاءة المنتج النوعية من الممكن أن تكون مميزة. وهذه الطريقة بالتأكيد ليست بالأمر السهل وتحتاج إلى وجود خبرات تربوية هندسية وإدارية على مستوى واسع. وتقع مسؤولية إنتاج المناهج بهذه الطريقة على المؤسسات والوزارات ذات العلاقة.
أما في حالة وجود المادة التعليمية مؤلفة وجاهزة ولا ينقصها سوى إعادة هيكلة وتشكيل وإنتاج باستخدام تعدد الوسائط فإنها تحتاج إلى جهد أقل. وتزداد كفاءة هذه الطريقة في حالة معرفة المؤلفين والتربويين الحد الأدنى عن التقنيات الحديثة المستخدمة في العملية التعليمية. وتكمن أهمية هذه الطريقة في تقليل مسؤولية الأشخاص المشاركين في إنتاج المناهج التعليمية مع ضرورة وجود مشرفين تربويين على الأشخاص المسؤولين عن استخدام وتصميم وبرمجة الوسائط المتعددة. ومن الواضح أن دور ومسؤولية المؤسسات والوزارات ذات العلاقة تكون اقل منها في الطريقة الأولى. ويمكن أن يقتصر دور هذه المؤسسات على الدعم والأشراف العام ووضع الأهداف والسياسات والتقييم لأولئك الذين يقومون بعملية إعادة تشكيل المناهج التعليمية. ويكون دور المشاركين في هذه الطريقة مركزا على عملية الإنتاج باستخدام تعدد الوسائط فقط.
وبشكل عام فان عملية إنتاج المادة التعليمية باستخدام تعدد الوسائط تمر بعدة خطوات يمكن تلخيصها على النحو التالي:
1. التخطيط لعملية التطوير، وتشمل هذه المرحلة:
  1. التفكير والتحليل قبل عملية الإنتاج.
  2. العناصر الأساسية التي يجب تطويرها.
  3. الفئة المستهدفة التي سوف تستخدم المنتج المطور.
  4. المعدات المستخدمة من عتاد مادي وبرمجي.
  5. المحتوى من صور ونصوص وأفلام وصوت ورسومات متحركة وغير متحركة.
  6. واجهة المنتج وكيفية تعامل الفئة المستهدفة مع المنتج.
  7. المصادر المتوفرة لعملية التطوير.
2. تجميع العناصر للمنتج النهائي. وتكون هذه العملية سهلة نوعا ما إذا كانت عملية التخطيط المسبقة قد تمت بشكل ناجح. وقد تحتاج هذه العملية لإعادة التخطيط والتفكير لعدة مرات.
3. مرحلة التصميم والإنتاج للعناصر (التنفيذ الحقيقي للمنتج) وتشمل:
  1. تصميم واجهة العرض بما تحتويه من تصميم وعناصر مرئية وتوازن في عملية التركيب ووضع هيكلية كاملة للمنتج.
  2. الثبات على قوام واحد في عرض وتصميم القوائم والمعلومات.
  3. وضع المحتوى داخل الهيكلية المصممة. وتحتاج هذه الخطوة إلى الجل الأعظم من الوقت علما بان وجود المعلومات والصور والنصوص المؤلفة مسبقا يساعد وبشكل كبير على تنفيذ هذه الخطوة. ويمكن الاستفادة هنا من منتجات وعناصر تم تصميمها مسبقا في منتجات متشابه ويمكن تكوين قاعدة بيانات للعناصر المستخدمة لتساعد في استخدامها في منتجات أخرى لاحقا.
  4. استخدام البرامج والأدوات لإنشاء الصور والحركات والأفلام والرسومات التوضيحية والنصوص الصوتية وربطها بشكل فني مع باقي العناصر لتحقيق الهدف المرجو من المنتج. ويلعب المشرفون التربويون والمؤلفون دورا هاما في مراقبة ما يتم تصميمه وطريقة عرضه من قبل فنيي ومبرمجي الوسائط المتعددة للتأكد من خدمة الأهداف التعليمية للمنتج.
4. فحص المنتج وضبطه. وتتم عملية الفحص لكل من المحتوى التعليمي والوظيفي للبرنامج للتأكد من خلوه من الأخطاء الفنية أو آية أخطاء في المحتوى أو طريقة العرض وتتم مراحل الفحص والتصحيح على المستوى الداخلي للمنتجين والمشرفين المشاركين في عملية التصميم والتنفيذ. والمستوى الخارجي لبعض الفئات المستهدفة لاستخدام المنتج أو مشرفين وفنين آخرين. ويمكن عمل عروض تجريبية على مراحل مختلفة ومستخدمين مختلفين للتأكد من تحقيق الهداف المطلوبة.
5. عمل المنتج النهائي. بعد ذلك يمكن عمل المنتج النهائي وإخراجه بالشكل المطلوب مثل وضعه على قرص مدمج أو على الإنترنت أو على الشبكة الداخلية للمدرسة أو الجامعة.

ومن خلال الخطوات السابقة يمكن تحديد المسؤوليات والمتطلبات لكل من المشاركين في عملية الإنتاج. حيث يلعب الأشخاص المسؤولين عن تصميم وبرمجة تعدد الوسائط دورا مهما في متابعة التطورات الفنية للبرامج والمعدات المستخدمة وكيفية تشغيلها واستخدامها لتخدم عملية إخراج المنتج ليحقق المتطلبات التي تم وضعها في عملية التخطيط لتطوير المنتج. أما المشرفون التربويون فعليهم التأكد من عدم فقدان المحتوى للأهداف التعليمية الأساسية المطلوبة خلال عملية إعادة هيكلة المنتج بشكله الجديد. أما مسؤولية فحص المنتج فتقع على عاتق الطرفين.
ومن الواضح هنا أنه يمكن للمشرفين التربويين والمؤلفين أن يتعلموا تقنيات تعدد الوسائط والقيام بعملية الإنتاج بأنفسهم. لكن وبالرغم من الفوائد التي يمكن أن نجنيها من هذه الطريقة إلا أنها تحتاج إلى وقت وجهد كبيرين من المشرفين الأمر الذي قد يفقدهم التركيز في مهامهم الرئيسية لفترة من الزمن قد تطول لعدة سنوات. بينما تستغرق عملية تدريب أشخاص فنيين على تقنيات تعدد الوسائط فترات أقل نسبيا وبكفاءة نوعية أفضل. وتكون قدرة هؤلاء الفنيين على متابعة الجديد في تقنيات تعدد الوسائط أسهل وأسرع من قدرة المشرفين التربويين والمؤلفين على ذلك. ويمكن الاستفادة من خبرات فنيي تعدد الوسائط في إنتاج مواد ومناهج تعليمية لمستويات مختلفة بالتعاون مع المشرفين التربويين والمؤلفين لتلك المستويات. وغالبا لا يمكن الاستفادة من خبرات المشرفين التربويين والمؤلفين في تعد الوسائط في إنتاج مواد ومناهج تعليمية لمستويات غير التي يعرفونها). (رضوان وآخرون، 2008)

## مهارات ومتطلبات تصميم وتطوير الدروس عن بعد
لقد أدى وجود وتطور الشبكة العنكبوتية والـمتصفحات إلى جعل الإنترنت البيئة الأكثر سهولة للاستعمال بالنسبة لـلمتعلمين لما توفره شبكة الويب من فرص مثيرة للتعليم والتعلّم عن بعد، فيمكن استخدامها من قبل المدرس عن بعد لتصميم الدروس، بالإضافة إلى ذلك فإن شبكة الويب تقوم بربط الطالب بقائمة من قوائم النقاشات أو قوائم التوزيع.
لذا فإن القائمين على التدريس عن بعد والذين هم مستعدون لتطوير التواجد على الشبكة، يلزمهم زيادة مهاراتهم في الآتي :
- في البداية عليهم الاعتماد على برنامج الوورد أو ما يعرف بمعالج النصوص Microsoft Word وذلك في تصميم الدروس، لفهم تقنيات التصميم، ثم فيما بعد الانتقال لاحقا لاستخدام برامج أكثر احترافية كـ : FrontPage2000، أوغيره.
- الاستفادة من المعلومات التي تم تطويرها مسبقاً من أجل إنجاز دروس جديدة، لمعرفة ماذا أنتج الآخرون في ذلك ومن ثم العمل على التطوير.
- العمل على وجود قائمة المحتويات الرئيسية التي يجب أن تنقل المتصفح إلى عدد من الصفحات القصيرة، وبخاصة في الحالات التي تطول فيها المعلومات في صفحة ما، الأمر الذي يتمكن الطالب معه من الانتقال إلى المعلومات المحددة حسب حاجته.
- عدم الإفراط في الاستعمال غير الضروري لرسومات البيانية الكبيرة الحجم أو إضافة مقاطع مرئية (فيديو) أو صوتية غير ملائمة للعرض، فالصفحات التي يحتاج تنزيلها إلى وقت طويل تؤدي إلى ملل الطلبة، المتعلمين أو المتدربين وقد تضطرهم في بعض الأحيان إلى التراجع.
- الحرص على زيادة أو تغيير المعلومات حسب الحاجة مع مراعاة أهمية التوقيت الزمني، والتأكد بشكل دوري من استمرارية الموقع ومفاتيحه الرئيسة.
- تقديم معلومات الإلكترونية وبشكل كامل عن الدرس، أهداف ومراجعه وكذا التدريبات أو التمارين الضرورية.
- ضرورة توفير قنوات الاتصال المناسبة المكتوبة، أو المسموعة أو المرئية كالبريد إلكتروني العادي (@) وwimba لاستعمالها للتبليغ عن وجود مشاكل أو التزود بمعلومات حول الدروس، ويستحسن العمل على تكوين مجموعات نقاش ليتمكن المتعلم والمتدرب من الاتصال ببعضهم البعض لتبادل المعلومات عند الحاجة.
- مطالبة المتعلم بالقيام بواجبات ووظائف منزلية homework وإرسالها إلكترونياً، وكذلك بتقديم حلول قصيرة للتوجيه والمساعدة على الحل (Solution).
- يمكن كذلك عرض وتغطية المادة كصفحة على الشبكة، أو كملف قابل للتنزيل وبأشكال مختلفة.
- يستحسن وضع قائمة إلكترونية بالمراجع الممكنة والمكملة للدرس، بالإضافة إلى ذلك، توفير الربط مع صفحات أخرى تغطي معلومات عن الموضوع، وكذلك مع الحلقات الدراسية المشابهة التي قد تكون أيضاً متوفرة على الـشبكة أو مع المكتبة الجامعية، كل هذا من شأنه مساعدة الطالب على فهم وإدراك الحلقة الدراسية). (صفاء.2009)

## تصميم الدرس لملائمة الاتصال المرئي التفاعلي
يعتبر الاتصال المرئي وسيلة فعالة يمكن استخدامها في عملية التعليم عن بعد، حيث يمكن دمج هذه الوسيلة في برنامج التعليم عن بعد لإتاحة إمكانية الاتصال الصوتي والمرئي في اتجاهين بين عدة مواقع، تستخدم معظم أنظمة الاتصال المرئي ملفات رقمية مضغوطة وذلك لبث الصور المتحركة على شبكة المعلومات، فعملية ضغط صور الفيديو تقلل من حجم المعلومات المرسلة عبر خطوط الاتصال وذلك عن طريق إرسال الأجزاء المتغيرة من الصورة، وبتقليل الحزمة اللازمة لبث الصور، فإن عملية ضغط صور الفيديو تقلل أيضاً من تكاليف الإرسال.
إن عملية الاتصال المرئي التفاعلية كثيراً ما يتم بثها على خطوط هاتفية مخصصة لذلك (LS)، هذه الخطوط ذات سرعات عالية وفعالة جداً في عملية الاتصال المرئي، إلا أنها ذات كلفة تأجير شهرية مرتفعة وثابتة تعتمد على المسافة وليس على الاستخدام، لذلك يمكن لهذه الأنظمة أن تُستخدم بفعالية أفضل وتكلفة أقل مع ازدياد الاستخدام، ومن المعلوم أنه يمكن لهذه الأنظمة أن تعمل بمعدلات مختلفة من المعلومات واستخدام أجزاء معينة من سعة الخطوط، لتسمح بذلك بإرسال عدة اتصالات مرئية من موقع إلى آخر في نفس اللحظة، ولإنجاح عملية الاتصال المرئي فإنه لابد من توفير أجهزة أخرى تشمل أجهزة عرض الفيديو، مايكروفون، الكاميرا والحاسوب، وشاشات العرض التلفزيوني، بالإضافة إلى الحاجة لعدة أشكال من التقنيات التي يمكن دمجها مع عملية الاتصال المرئي.
عند تصميم الدرس ليتم نقله عبر نظام الاتصال المرئي، يتوجب على المدرس التركيز على جميع الطلاب وليس على الطلاب المتواجدين في نفس المكان، فيجب أن تكون الدروس المتفاعلة متنوعة، ولغرض إضافة التنوع للدرس، كقاعدة تربوية يتوجب على المدرس تغيير طريقة التدريس من حين لآخر، كتغيير الأسلوب من الإلقاء، إلى طرح الأسئلة وإجاباتها، فطرح الأسئلة حتمي للتأكد من انتباه واستيعاب الطلبة للدرس في المواقع المختلفة، وقد يكون من المفيد أيضاً استضافة بعض المحاضرين، في واحد أو أكثر من المواقع، وهذا سوف يشجع مشاركة الطلبة عن بعد.(العتيبي.2009)

## التقنيات المستخدمة في تصميم الدروس عن بعد
(الهدف من التصميم الدروس، هو مساعدة المدرس على كيفية إنشاء الدروس الرقمية، بغرض النشر الواسع، وتسهيل عملية الحِمل لاستعمالها عن بعد، ويتطلب التصميم معرفة بالتنسيق والتنظيم والإدراج وقواعد البرنامج المستخدم في العملية.
1. لغة النص الفائق : تتطلب لغة النص الفائق، استخدام برنامج معالج النصوص MS-Word أو استخدام برنامج مولد لصفحات HTML كـ MS- FrontPage أو Composer Netscape، ويستحسن إذا كان الدرس مخصص للنشر على الخط (En ligne) أن يكون مكون من صفحة رئيسية، وصفحات ثانوية مرتبطة بالصفحة الرئيسية عن طريق الربط التشعبي، وعلى المصمم أن ينتبه إلى إمكانية العودة للصفحة الرئيسية في أي مستوى من المستويات، وهناك تنبيه آخر هو حفظ الملف تحت اسم يحمل الامتداد htm أو html حسب طبيعة الحاسب الموزع، ويستحسن أن تكون تسمية الملف بالأحرف الصغيرة (minuscules) دوما.
2. النسق : Pdf يعتبر النسق Pdf (Portable Document Format) المعيار العالمي الشهر المستخدم في نشر الوثائق إلكترونيا اليوم، فهو يسمح بتضمين الصور والأشكال البيانية وقبول الربط التشعبي، فهو يحافظ على الشكل العام للملف الأصلي، ويمكن استخدامه في أية منصة (plate-forme) أو نظام، ويتميز بأن ملفاته مضغوطة وقابلة للمشاركة في الشبكة، مع إمكانية منع الطبع أو النسخ المباشر، ويمكن استخدام كلمة عبور لفتح الملف ؛ البرنامج المستخدم للتحويل إلى النسق المحمول Pdf يدعى بـ : Adobe Acrobat وبرنامج القراءة المجاني يدعى بـ : Acrobat Readerيمكن تنزيله من الإنترنت، وهناك طرق أخرى سهلة لتحويل النصوص كبرنامج PDFMAIL.
3. النسق PS : (PostScript) هذا النسق أقل استخداما من سابقة، إلا أنه شائع الاستخدام في نشر المقالات خصوصا منها العلمية، ويتميز هو أيضا بصغر حمل ملفاته المضغوطة، والبرنامج المخصص للقراءة هو GSview يستخدم تحت النظام MS-Windows أو النظام OS/2، والحصول على الملفات بالنسق PS سهل وذلك باستخدام الطابعات الليزرية (imprimantes laser PostScript) والطبع تكون مخرجاته في ملف ذو نسق PostScript ؛ ويمكن توليد ملفات بالنسق Pdf باستخدام البرنامج GISview، وذلك بطبع المخرجات في ملف، بشرط اختيار الصيغة ((pdfwrite.(العتيبي.2009)

بعض نماذج التصميم التعليمي عبر الإنترنت. (لنماذج التصميم التعليمي أهميتها البالغة وذلك لأنها تضمن وبشكل كبير استمرارية اهتمام الطلاب وإثارة دافعيتهم لمواصلة التعليم وعلى العكس من ذلك تماما فان التصميم الغير جيد قد يتسبب بتسرب عدد كبير من الطلاب وبالتالي يؤثر على مخرجات تعلم الطلاب وفي هذا الشأن يرى «روفيني» أن مراعاة مبادئ التصميم التعليمي في المقررات عبر الإنترنت يمكن أن يساعد في إنتاج نوعية جديدة من المقررات. كما يرى «فالينتي» أن الجيل الأول لنماذج التصميم التعليمي تكون من خمس مراحل عامة وأساسية وهي : التحليل، التصميم، التطوير، التطبيق، التقويم، وانه لا يكاد يخلو نموذج تصميم تعليمي من تلك المراحل.
وفيما يلي عرض لبعض نماذج التصميم التعليمي والتي استخدمت لتصميم برامج أو مقررات عبر الإنترنت.
1. نموذج «روفيني»: حدد «روفيني» عدة عناصر اعتبرها مكونة لعملية التصميم التعليمي وهي كما يلي :

- - الجمهور المستهدف : يجب أن يراعي الموقع حاجات مستخدميه، وتوقعاتهم من المعلومات التي يدرسونها ويبحثون عنها.
  - الأهداف : يجب أن تصاغ بوضوح.
  - صفحة البداية والمحتويات : يجب أن يتضمن الموقع التعليمي صفحة بداية العمل والتي يتفرع منها صفحات المحتوى، وتتضمن تلك الصفحات جدول المحتوى.
  - بنية تصفح الموقع : يجب أن يكون التنقل من صفحة بداية العمل إلى صفحات المحتوى غير خطي، وتوجد أربعة أنظمة للربط بين صفحات الويب المكونة للموقع التعليمي، وهي : الموقع ألتتابعي، الموقع الشبكي، الموقع الهرمي، الوقع العنكبوتي.
  - تصميم الصفحات : ينبغي أن تتبع صفحات الموقع مبادئ التصميم التالية كالبساطة والوضوح، التناسق في الألوان، استخدام ألوان فاتحة في الخلفية، مع المحافظة على طول الصفحات لسهولة التحميل.
  - النص والرسوم الخطية : يعتمد وضوح المعلومات وقراءتها على درجة التمايز البصري بين حجم الخط وكتل النص والعناوين، والمساحة البيضاء المحيطة.
  - اختيار برنامج تأليف الويب : تشمل برامج تأليف الويب على مميزات جيدة لا تتطلب مهارة في البرمجة، ويجب اختيار البرنامج الأكثر مناسبة وقدرة على مساعدة المصمم في تحقيق أهدافه، ومن تلك البرامج : Front page 2000، home page. #نموذج «روفيني»

1. نموذج «ريان» وآخرون: يقترح «ريان» نموذجاً لتصميم مقرر عبر الإنترنت يتكون من تسعة مراحل أساسية، ويندرج تحت كل مرحلة عدد من الخطوات الفرعية. وفيما يلي بيان تلك الخطوات :

- - مرحلة تحليل الاحتياجات : وتتضمن هذه المرحلة تحليل خصائص المتعلمين وبيئة التعلم وأهداف المقرر.
  - مرحلة تحديد مخرجات التعلم : ويجب أن تتنوع تلك المخرجات لتشمل الجانب المعرفي والجانب المهاري والجانب الوجداني.
  - مرحلة تحديد المحتوى : حيث يجب تحديد محتوى المقرر بما يعكس أهدافه، مع مراعاة تصميم خرائط للمفاهيم في حالة الموضوعات التي تهدف إلى تنمية مهارات وأداءات فيفضل ما يسمى بتحليل المهمة.
  - مرحلة تحديد استراتيجيات التعلم : ويتم في هذه المرحلة تحديد خطوات التدريس والأسلوب ألتتبعي لانجاز خطة الدراسة وما تتضمنه من أنشطة واستخدام للوسائط والتقويم البنائي.
  - مرحلة تحديد أساليب مساعدة الطالب : وتتحدد تلك الأساليب في إرشادات الدراسة، والتواصل بين الطلاب والمعلم، والتفاعل مع المقرر.
  - مرحلة تحديد إجراءات التقييم : وتتضمن تقييم ما يلي : المهام، التوصيل، التحليل، التغذية الراجعة.
  - مرحلة الإنتاج : وتشمل إنتاج، المواد وأساليب المساعدة وتنفيذ الخطة.
  - مرحلة التطبيق : وتشمل تفعيل المساعدة والإدارة والصيانة.
  - مرحلة التقويم : وتتضمن، التقويم النهائي واستجابات أعضاء هيئة التدريس واستجابات الطلاب والدعاية والنشر.

1. نموذج «جوليف» وآخرون : يقترح «جوليف» نموذجاً لتصميم مواد التعليم عبر الإنترنت يتكون من ثمانية عشرة خطوة، تدور حول أربعة مراحل رئيسية، هي : تجميع المعلومات، تطوير مواد التعلم، وإنتاجها، وتقويمها، وفيما يلي بيان تلك المراحل :

- - مرحلة تجميع المعلومات : وتشمل تلك المرحلة ستة خطوات هي : إعداد وثيقة المعلومات عبر الإنترنت، تحديد خصائص المتعلم، تحديد موضوعات التعلم تفصيلياً، صياغة أهداف التعلم، تحديد إرشادات التقويم وتحديد أسلوب العرض.
  - مرحلة تطوير مواد التعلم : وتشمل ثلاث خطوات وهي : تحديد الاستراتيجيات التعليمية، تحديد أسلوب التصميم، تحديد معايير تصميم مواد التعلم.
  - مرحلة إنتاج مواد التعلم : وتشمل خمس خطوات وهي : اختيار مصادر التعلم ومراجعتها، إنتاج واجهة المستخدم الرسومية وقوالب الشاشة وإنتاج الخرائط الانسيابية وإنتاج اللوحة القصصية وتحميل مواد التعلم عبر الإنترنت.
  - مرحلة تقويم مواد التعلم : وتشمل أربعة خطوات وهي : إدارة التقويم البنائي وإدارة المتعلمين : من خلال إدارة أحداث التعلم وتحديد متطلبات المتعلمين ومساعدتهم لتحقيق أهداف التعلم ثم التعليق على أعمالهم وإدارة التجريب الميداني.

1. نموذج الغريب زاهر لتصميم مقرر عبر الإنترنت: قدم الغريب زاهر نموذج يشمل عدداً من الخطوات التي يجب إتباعها عند تصميم مقرر عبر الإنترنت وهي :

- - تحديد المادة العلمية التي سيتم تضمينها بالمقرر عبر الإنترنت وتنظيمها.
  - تحديد المعلومات العامة عن المؤلف وتاريخ نشر المقرر وتحديثه والمتطلبات القبلية لدراسة المقرر.
  - تصميم المقرر طبقاً لمبادئ التصميم.
  - تنفيذ تصميم المقررات باستخدام إحدى لغات البرمجة لصفحات الإنترنت.
  - حفظ تصميم المقرر بشكله النهائي كسجل فهرس، بالإضافة إلى حفظ السجلات الأخرى التي تحتوي على معلومات المقرر.
  - حجز موقع خاص للمقرر داخل الموقع الرئيس للمؤسسة التعليمية التابع لها أو عن طريق إحدى شركات موردي خدمات الإنترنت وتحديد عنوان المقرر عبر الإنترنت.
  - نقل تصميم المقرر إلى الكمبيوتر الخادم ومن ثم ينشر المقرر عبر الإنترنت من خلال الموقع المخصص له ليتم مشاهدته من خلال العنوان السابق تحديده من موزع خدمات الإنترنت.

1. نموذج عبد الله الموسى وأحمد المبارك : طور عبدا لله الموسى وأحمد المبارك نموذجاً لتصميم المقررات عبر الإنترنت وفق أسلوب النظم ويتكون من خمس مراحل رئيسية، تحتوي كل مرحلة منها على عدد من الخطوات الفرعية هي على النحو التالي :

- - مرحلة التحليل : ويعني الوصف الدقيق لعناصر النظام المكون له، ومميزات كل عنصر على حده، وتحديد دوره، وتشمل عملية التخطيط تحليل العناصر التالية :
  - تحليل الاحتياج : ويشمل على تحليل الوضع الراهن، والوضع المرغوب ثم تقدير الاحتياج.
  - تحليل الأهداف : وفي هذه الخطوة يتم تحديد أهداف الموقع الذي سينشأ.
  - تحليل المادة العلمية : وتشمل تحديد محتوى المادة العلمية وتحليل المهام التي سوف تنجز من قبل المتعلمين من خلال دراستهم للمادة العلمية.
  - تحليل خصائص المتعلمين : ويشمل ذلك تحديد الخصائص العلمية والجسدية والاجتماعية والنفسية.
  - تحليل البيئة التعليمية والتدريبية : وتشمل تحليل الميزانية والقاعات الدراسية والأجهزة
  - مرحلة الإعداد : ويعني وضع الإستراتيجية اللازمة للتنفيذ، وواختيار المصادر العلمية والتعليمية، وإنتاج العناصر والإمكانات المساندة وتهيئة مكان الاستخدام وتتم تلك المرحلة وفقا لما يلي : إعداد أسلوب التدريس : وفيه يتم أسلوب التدريس ويشمل التعلم الذاتي والمشاركة في المناقشات وكتابة التقارير وحل التدريبات والمهام وإجراء البحوث وتنفيذ المشاريع واستخدام المراجع.

إعداد الوسائل التعليمية : وتهدف إلى إعداد الوسائل التعليمية التي تستخدم في المقرر عبر الإنترنت وتشمل توفير أدوات لنشر محتوى المادة ووأدوات المعلم والمتعلم التي تمكنهم من إجراء حوار ونقاشات وتوفير تغذية راجعة.
- - إعداد الإمكانات المادية : ويشمل ذلك حجز الموقع وبنائه على الإنترنت.
  - إعداد أدوات التقويم : حيث يتم إعداد أدوات التقويم وتشمل اختبارات وتقويم ذاتي وحل مهام.
  - مرحلة التجريب : ويعني التطبيق الأولي للنظام من اجل التأكد من تشغيل الخطة التعليمية وتحقيق الأهداف الموضوعة، ثم تنقيحه للاستخدام، وتتم تلك المرحلة على النحو التالي :
  - التجريب الافرادي والتنقيح : ويتم في هذه الخطوة تجريب الموقع بشكل فردي من خلال الدخول للموقع مرة بصفة معلم ومرة أخرى بصفة متعلم وبعد ذلك يتم التعديل.
  - التجريب مع مجموعة صغيرة والتنقيح : ويتم تجريب الموقع على المعلم ومجموعة صغيرة من الطلاب، ثم إجراء التعديلات المناسبة.
  - التجريب في مكان الاستخدام والتنقيح : حيث يتم التجريب على شعبة واحدة من الطلاب الذين يدرسون المقرر بالفعل، ثم إجراء التعديلات.
  - مرحلة الاستخدام : ويعني التطبيق الفعلي للنظام وهذه المرحلة تأتي بعد عملية التجريب وتشمل تلك المرحلة تجريب العناصر التالية : أسلوب العرض للمجموعة الكبيرة وأسلوب الدراسات الحرة المستقلة وأسلوب التفاعل في المجموعات الصغيرة.
  - مرحلة التقويم : ويعني فحص النظام واختبار صلاحيته بعد الاستخدام الفعلي وتشمل هذه المرحلة النواحي التالية :
  - تقويم تحصيل المتعلم : حيث تطبق الاختبار قبلياً وبعدياً، وكذلك التقويم الذاتي، والمهام المطلوب انجازها.
  - تقويم الخطة التعليمية : يتم وضع الخطة التعليمية وفق ملاحظة سلوك المتعلمين أثناء دراسة المقرر وتسجيل ما يعترضهم من مشكلات ويتم ذلك من خلال بطاقة تقويم لهذا الغرض.
  - وهناك الكثير من نماذج التصميم الأخرى والتي أعدت من قبل مصممي التعليم كنموذج إبراهيم الفار ومصطفى جودت ومحمد الهادي وغيرهم ولكن لا يتسع المجال هنا لذكرها جميعاً.) (عبد العاطي.2007)

## نموذج من برامج تصميم المحتوى
يقدم برنامج (برزنتر) أدوات قوية لتصميم المحتوى التعليمي بصورة ميسرة وسريعة، كما أن الاشتراك في البرنامج يمنح المستخدم دعما فنيا لمدة عام كامل من الشركة المصنعة..
ميزة البرنامج أنه متوافق مع معايير سكورم العالمية لتصميم المحتوى التعليمي وبالتالي فإن المصمم يأمن من الخوف في الوقوع في إشكاليات توافق المحتوى مع المعايير..
ومما يساعد على فهم البرنامج عمل اشتراك مجاني فيه لمدة ثلاثين يوما عن طريق البريد الإلكتروني..
وهو يحوي على جملة من البرامج منها :
1. برامج المحاكاة
2. برامج صنع الأفلام
3. برامج إدارة التعلم
4. برامج الميديا

كما أن برنامج برزنتر يتميز عن البرامج الأخرى التي تستخدم لتصميم المحتويات التعليمية أنه الوثائق الخاصة بالبرنامج موجودة بكثرة على موقع الشركة بعدة أشكال : ما بين ملفات، عروض مسجلة أو عبر التسجيل في الموقع نفسه على هيئة متدرب ونحو ذلك وبالتالي هذا يساعد الباحث أو المصمم في الوصول السريع لفهم البرنامج
وهناك برنامج حديث مطور أطلقته الشركة خاص بتصميم نماذج الاختبارات وأيضا فإنه من الممكن الدخول مجانا على الموقع وعمل اشتراك فيه لمدة محددة والاستفادة من الخيارات التي يقدمها لتصميم الاختبارات.(غادة عبدا لله.2009)

## بيبليوغرافيا
- العتيبي، عيد شاهر (2009). تصميم المحتوى التعليمي الإلكترونية.
- الموسى، عبد الله عبد العزيز (2009). استخدام خدمات الاتصال في الإنترنت بفاعلية في التعليم. متوفر على الموقع (http://www.dahsha.com/viewarticle.php?id=3013) تاريخ الدخول للموقع 17/5/2009
- طهبوب، رضوان وآخرون. استخدام الوسائط المتعددة في تصميم المساقات المنهجية لطلبة المدارس والجامعات. جامعة بوليتكنيك. فلسطين. الجامعة،2008.
- محمود، صفاء سيد. «نموذج مقترح لتطوير الخطط الدراسية لأقسام تكنولوجيا التعليم في الجامعات المصرية وفقا لمجتمعات التعلم الإلكتروني».بحث مقدم إلى : المؤتمر العلمي الخامس عشر لنظم المعلومات وتكنولوجيا الحاسبات.القاهرة: 26-28. فبراير،2008
- عبد الله، غادة (2009). برنامج برزنتر لتصميم المحتوى التعليمي. متوفر على الموقع (http://www.elearning.edu.sa/forum/showthread.php?t=583). تاريخ الدخول للموقع 18/5/2009
- محمود، صفاء سيد (2009). مهارات ومتطلبات تصميم وتطوير الدروس عن بعد. متوفر على الموقع (http://informatics.gov.sa/modul.php?name=Sections&op=viewarticle&artid=26) تاريخ الدخول للموقع 17/5/2009
- عبد العاطي، حسن الباتع. «نموذج مقترح لتصميم المقررات عبر الإنترنت».ورقة بحثية مقدمه إلى : المؤتمر الدولي الأول لاستخدام تكنولوجيا المعلومات والاتصال في تطوير التعليم قبل الجامعي.القاهرة: 22-24. أبريل،2007
- الطاهر، أمل السيد. «العلاقة بين التكوين المكاني للصور الثابتة والمتحركة في برامج الوسائل المتعددة والتحصيل الدراسي». (رسالة ماجستير غير منشورة)، جامعة الزقازيق. 2006,.
- انجلين، جاري.(2004)، تكنولوجيا التعليم : الماضي والحاضر والمستقبل. ترجمة صالح الدباسي.الرياض: جامعة الملك سعود، 2004
- الهادي، محمد محمد. «دور تكنولوجيا المعلومات في تعزيز عملية التدريس». بحث مقدم إلى: المؤتمر العلمي الخامس في مستحدثات تكنولوجيا التعليم وتحديات المستقبل، القاهرة.أكتوبر،1997،
- شحاته، نشوى رفعت (2011). «المعايير التربوية لبناء موقع تعليمى على شبكة الإنترنت». مجلة التعليم الإلكترونى.متوفر على الموقعhttp://emag.mans.edu.eg/index.php)
- الشحات، عثمان (2009). التصميم التعليمي ونماذجه. متوفر على الموقع

http://knol.google.com/k/-/-/2myktwzg2rfhl/17#)) تاريخ الدخول للموقع 18/5/2009
- بامفلح، فاتن سعيد (2009). دور المدرس في ظل التعليم الإلكتروني.متوفر على الموقع http://informatics.gov.sa/modules.php?name=Sections&op=viewarticle&artid=162). تاريخ الدخول للموقع 15/5/2009